# Перепечі

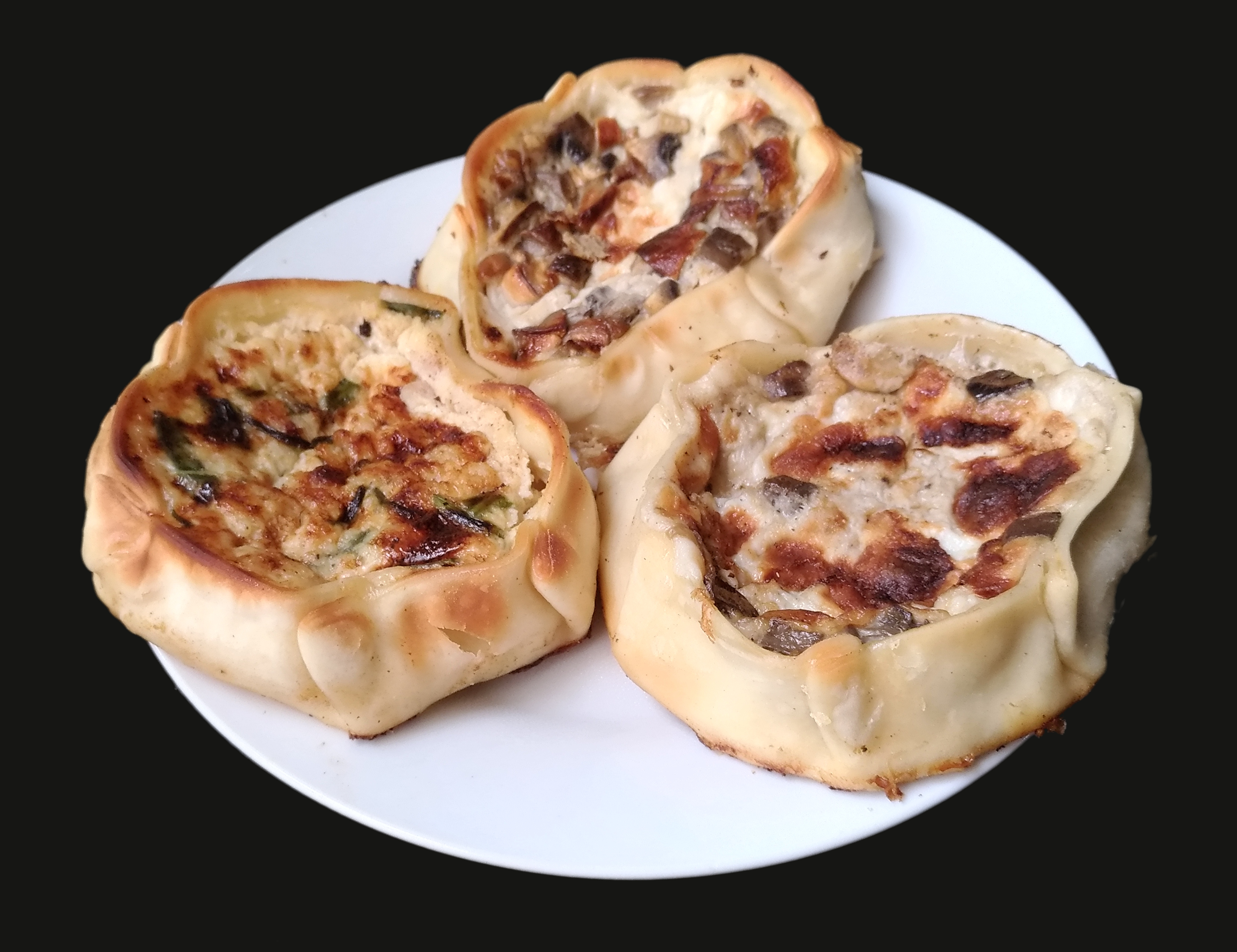
Перепечі - удмуртська страва

Перепе́чі — старовинна, і одна з найвідоміших страв удмуртської кухні , відкрита ватрушка, діаметром від 4 до 12 см з м'ясною, яєчною, грибною або овочевою (капустяною, крапивною, хвощевою тощо) начинкою, зазвичай заливається зверху яйцем, або сумішшю яйця і молока .
Готується, як правило, на відкритому вогні з прісного тіста з житнього борошна. . Подаються гарячими.
У 2005 році в Іжевську проходила акція «перепечі проти піци» , але популярність страва отримала після виступу Бурановських бабусь на конкурсі Євробачення 2012.